# Gustav Hasford
Gustav Hasford, né le 28 novembre 1947 à Russellville, en Alabama, et mort le 29 janvier 1993 à Égine, en Grèce, est un écrivain américain.

## Biographie
Correspondant de presse pendant la guerre du Viêt Nam avec la première division des marines américains en 1968, il s'inspire de cette expérience pour écrire le roman Le Merdier (The Short Timers, 1979) qui a inspiré le film Full Metal Jacket réalisé par Stanley Kubrick.
Il est également l'auteur du roman noir, Le Coup du gitan (A Gypsy Good Time, 1992), publié en France dans la Série noire.

### Romans
- The Short-Timers (1979), aussi publié sous le titre Full Metal Jacket Publié en français sous le titre Le Merdier, Paris, Stock, 1985  (ISBN 2-234-01808-0) ; réédition, Paris, LGF, coll. « Le Livre de poche » no 6464, 1988  (ISBN 2-253-04577-2)
- The Phantom Blooper (1990)
- A Gypsy Good Time (1992) Publié en français sous le titre Le Coup du gitan, Paris, Gallimard, coll. « Série noire » no 2322, 1993  (ISBN 2-07-049317-2)

### Nouvelle
- Heartland (1975), nouvelle de science-fiction

## Adaptation
- 1987 : Full Metal Jacket, film de guerre britanno-américain réalisé par Stanley Kubrick, d'après le roman Le Merdier (The Short Timers, 1979), avec Matthew Modine, Arliss Howard, Adam Baldwin et Vincent D'Onofrio.

## Sources
: document utilisé comme source pour la rédaction de cet article.
- Claude Mesplède (dir.), Dictionnaire des littératures policières, vol. 1 : A - I, Nantes, Joseph K, coll. « Temps noir », 2007, 1054 p. (ISBN 978-2-910-68644-4, OCLC 315873251), p. 942-943